# Hereford (govedo)
Hereford je engleska pasmina goveda koja potječe iz okruga Herefordshire, u pokrajini Zapadni Midlands u Engleskoj. Ova se pasmina izvozila u mnoge zemlje, a diljem svijeta postoji više od pet milijuna čistokrvnih herefordskih goveda u više od pedeset zemalja.
Izvoz herefordskih goveda započeo je u Velikoj Britaniji 1817. godine, s početkom izvoza u Kentucky u Sjedinjene Američke Države, šireći se preko Sjedinjenih Američkih Država, Kanade i Meksika do zemalja Južne Amerike u kojima se uzgaja govedina. Danas govedo Hereford prevladava u proizvodnji goveda od Australije do ruskih stepa. Mogu se naći u: Izraelu, Japanu, diljem Europe i Skandinavije, u umjerenim dijelovima Australije, Kanade, SAD-a, Kazahstana i Rusije, u središnjoj i istočnoj Argentini, Urugvaju, Čileu i Novom Zelandu, gdje čine većinu registrirane stoke. Nalaze se i diljem Brazila, a nalaze se i u nekim južnoafričkim zemljama (uglavnom u Južnoj Africi, Zambiji i Zimbabveu). Izvorno su pronašli veliku popularnost među rančerima na američkom jugozapadu, što je dokaz otpornosti pasmine; iako potječu iz hladne, vlažne Britanije, ova pasmina dokazala je kako uspijeva u mnogo oštrijim klimatskim uvjetima na gotovo svim kontinentima.
Svjetsko vijeće Hereforda ima sjedište u Ujedinjenom Kraljevstvu. Trenutno postoji 17 zemalja članica s 20 društava i 10 zemalja nečlanica s ukupno osam društava. U SAD-u, službena organizacija Hereforda i registar pasmina je „American Hereford Association”. To je drugo najveće društvo te vrste u toj zemlji.

## Galerija
- Herefordska goveda na livadi
- Krava i tele
- Tele herefordskoga goveda
- Bik herefordskoga goveda